# 山舟生川
山舟生川（やまふにゅうがわ）は、宮城県伊具郡丸森町から福島県伊達市にかけて流れる河川であり、一級水系阿武隈川水系の一次支流である。

## 地理
丸森町西部、阿武隈山系羽山北東麓の峠坂下地区を水源とし、伊達市梁川町山舟生地区を貫き、梁川町舟生字石田にて阿武隈川に合流する。水源地近くから流域のほとんどにわたり福島県道101号丸森梁川線が並走する。

## 支流
下流より記載
- 左山舟生川

## 流域の自治体
宮城県
- 伊具郡丸森町

福島県
- 伊達市

## 主な橋梁
下流より
- 滑津橋（伊達市道26048号中田1号線）
- 山舟生川橋梁（阿武隈急行線）
- 寺下山岸1号橋（伊達市道26034号寺下山岸線）
- 樋の口橋（福島県道104号川前梁川線）
- 新橋（福島県道101号丸森梁川線）
- 八郎1号線1号橋（伊達市道25105号鹿野1号線）
- 北向橋（伊達市道25104号北向2号線）
- 道ノ内橋（伊達市道25102号甘蕨八郎内線）
- 新道の内橋（伊達市道25113号道之内高橋線）
- 山舟生橋（福島県道101号丸森梁川線）
- 加老橋（伊達市道25050号高倉蜂沢線）
- 日面1号橋（二級市道2220号日面線）
- 昭和橋（伊達市道25039号深田西林新田線）
- 除石橋（伊達市道2219号大下線）
- 竹の花橋（福島県道101号丸森梁川線）
- 番屋前1号線1号橋（伊達市道25060号番屋前1号線）

## 周辺
- 青麻神社
- 愛宕神社
- 山舟生郵便局
- 伊達市山舟生林業構造改善センター
- 伊達市立山舟生小学校
- 山舟生出雲大社
- 山岸稲荷神社